# クローズ・トゥ・ホーム
クローズ・トゥ・ホーム（Close to Home）は、アメリカ合衆国オハイオ州シンシナティ出身のポップ・パンク・バンドである。
ポップ・パンクにスクリームを取り入れた、新しいハードコア・サウンドが特徴。その音楽性から、ア・デイ・トゥ・リメンバーとよく比較されることがある。アメリカでは、非常に高い注目を浴びており、MySpaceでは2000万回以上の試聴を記録した。

## 略歴
2011年2月15日、メジャー・デビュー・アルバム『Never Back Down』をリリース。
2015年、創設メンバーであるジョシュ・ウェルズの脱退を受けて解散。

## メンバー

### 最終ラインナップ
- ジョシュ・ウェルズ (Josh Wells) - ギター、バック・ボーカル (2005年-2015年)
- アンドリュー・デニーフ (Andrew DeNeef) - リード・ボーカル (2012年-2015年)
- JJ・クーパー (JJ Cooper) - ギター (2007年-2015年)
- トラヴィス・ハートマン (Travis Hartman) - ドラム、パーカッション (2007年-2015年)
- ジョシュ・トレンカンプ (Josh Trenkamp) - ベース、バック・ボーカル (2012年-2015年)

### 旧メンバー
- ジャスティン・ウェルズ (Justin Wells) - ドラム、パーカッション (2005年-2007年)
- ブラッド・アンドレス (Brad Andress) - ベース (2005年-2006年)
- ダン・レダー (Dan Reder) - ベース (2007年-2009年)
- ニック・スティーンズ (Nick Stiens) - リード・ボーカル (2007年-2012年)
- ベン・ブルーナー (Ben Bruner) - リード・ボーカル (2003年-2006年)
- エリック・クロンスタイン (Eric Cronstein) - ギター (2003年-2005年)
- エリック・キーズ (Eric Keyes) - ベース (2004年-2006年)

## ディスコグラフィ

### スタジオ・アルバム
- One Chance, One Time (2004年、自主制作)
- Picture Perfect (2006年、自主制作)
- Never Back Down (2011年、Artery Recordings)
- Momentum (2012年、Artery Recordings)

### EP
- 『Standby』 - Standby (2008年、自主制作)
- Let It Be Known (2009年、自主制作)
- Still Standing (2014年、自主制作)

### シングル
- "You Struck a Nerve (I Struck a Match)" (2009年)
- "End of an Era" (2011年)
- "All We Know" (2011年)[1]
- "Backstabbers Need Not Apply" (2012年)
- "Family Ties" (2012年)